# Сакиркин, Олег Евгеньевич
Оле́г Евге́ньевич Саки́ркин (23 января 1966, Чимкент — 18 марта 2015, Шымкент) — советский и казахский легкоатлет (тройной прыжок), рекордсмен Азии в тройном прыжке в помещении (17,09 м).

## Карьера
Родился в Чимкенте. Тренер — Михаил Васильевич Ганнота.
Участник многих международных турниров.
На чемпионате мира 1987 года завоевал бронзовую медаль.
Был победителем и призёром нескольких чемпионатов Европы, Кубков мира, Универсиад. В 1989 году установил последний рекорд СССР в тройном прыжке — 17,58.
После распада СССР выступал за Казахстан. В 1993 году на последнем чемпионате СССР установил рекорд Азии в помещениях — 17,09, который не побит до сих пор.
Занял первое место на Мемориале братьев Знаменских с рекордом Азии — 17,35, который продержался 15 лет (до 2009 года, когда Ли Яньхи установил новый рекорд).
Победитель Азиатских (1994) и Центрально-Азиатских (1995, 1999) игр.
Участвовал в Олимпиаде — 2000 в Сиднее, где с результатом 16,20 оказался лишь 28-м.
Последним соревнованием для Сакиркина был чемпионат Казахстана 2003 года, на котором он занял второе место.

## Лучшие результаты в тройном прыжке

### в выступлениях за СССР
- на открытом воздухе — 17,58 (23.07.1989; Горький, СССР) — рекорд СССР
- в помещениях — 17,36 (04.02.1990; Челябинск, СССР)

### в выступлениях за Казахстан
- на открытом воздухе — 17,35 (05.06.1994; Москва, Россия) — рекорд Азии (в 1994—2009 годах)
- в помещениях — 17,09 (27.02.1993; Москва, Россия) — рекорд Азии

## Тренерская карьера
В 2003 году Олег закончил карьеру прыгуна и перешел на тренерскую работу. Сначала устроился в СДЮСШОР по легкой атлетике и велосипедному спорту, а затем в школу высшего спортивного мастерства.
В 2009 году женился на бывшей фигуристке Шарон Прис и выехал в США. Жил в Амарилло (штат Техас), где работал фитнес-тренером в местном теннисном клубе. В 2014 году вернулся в Казахстан (Шымкент). Жил в Кайнар-Булаке.
Умер 18 марта 2015 года.